# 川岸ゆか
川岸 ゆか（かわぎし ゆか、1989年12月27日 - ）は、日本のタレント、リポーター、MC。大阪府出身。オフィスキイワード所属。

## 来歴・人物
- 武庫川女子短期大学幼児教育学科 出身。血液型A型。
- 元モデル出身で明るい。
- 好きなアーティストは、シャ乱Q。
- 好きな女性タレントは、同じ事務所の山本量子。
- ビールとギタレレが好き。
- 2016年10月に第一子を出産した[1]。

## 主な出演番組

### テレビ
- 知っとこ!（土曜日・毎日放送 ）内 パンテーンインフォマーシャル
- ひるおび!（平日 月曜日 - 金曜日・毎日放送）内 パンテーンインフォマーシャル
- 演歌百撰 (不定期・BSイレブン) メインMC

### ラジオ
- プロムナード82.4(FM-HANAKO)[2]
- THE NAKAJIMA HIROTO SHOW 802 RADIO MASTERS（平日〔月曜日 - 木曜日・FM802）内 RADIO SHOPPER'S NAVI
- Ciao! MUSICA（金曜日・FM802）内 RADIO SHOPPER'S NAVI
- それゆけ!メッセンジャー（MBSラジオ）[3]

### CM
- テレビ和歌山　南海電鉄CM

### Youtube
- メッセンジャーあいはらのパララジオ - YouTubeチャンネル